# Kerteminde Sogn

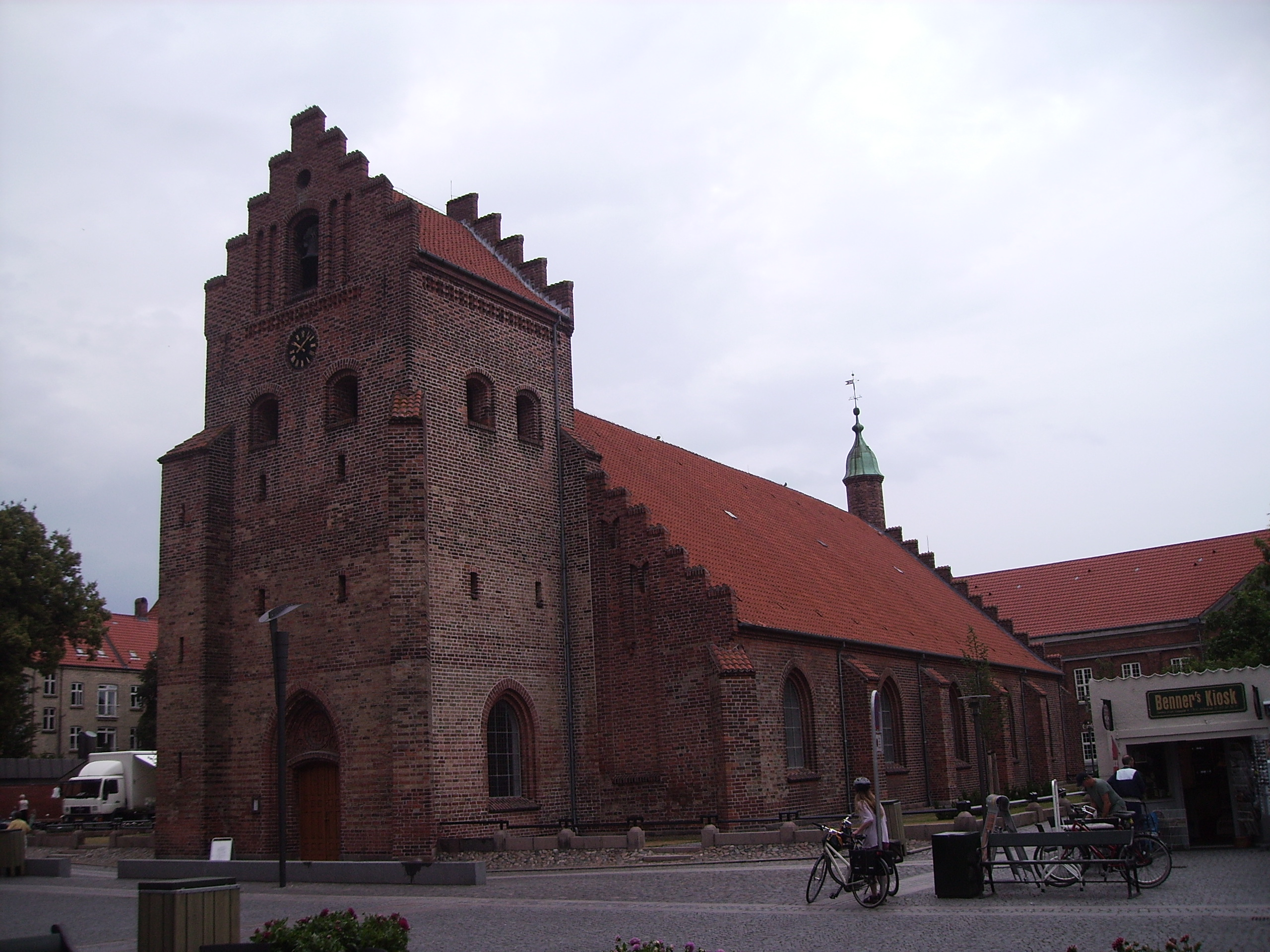
Sankt Laurenti Kirke

Kerteminde Sogn ist eine ehemalige Kirchspielsgemeinde (dänisch: Sogn) im Kommunenzentrum Kerteminde
auf der Insel Fyn (dt.: Fünen)
im südlichen Dänemark. Bis 1970 gehörte sie zur Harde Bjerge Herred im damaligen Odense Amt, danach zur Kerteminde Kommune im
Fyns Amt, die im Zuge der  Kommunalreform zum 1. Januar 2007 in der
„neuen“
Kerteminde Kommune in der Region Syddanmark aufgegangen ist. Zum 1. Dezember 2013 wurde sie mit der Nachbargemeinde Drigstrup Sogn zum Kerteminde-Drigstrup Sogn zusammengelegt. Dies bezieht sich nur auf die kirchlichen Belange. In ihrer Eigenschaft als Matrikelsogne, also als Grundbuchbezirke der Katasterbehörde Geodatastyrelsen, wirken sich seit Abschaffung der Hardenstruktur 1970 solche Änderungen nicht mehr aus.
Am 1. Januar 2013 lebten von den damals 5880 Einwohnern von Kerteminde 4242 im gleichnamigen Kirchspiel. Im Kirchspiel lag die Kirche „Sankt Laurenti Kirke“.
Nachbargemeinden waren im Norden Mesinge Sogn, im Nordosten Viby Sogn, im Süden Revninge Sogn und im Westen Drigstrup Sogn.